# Tharu

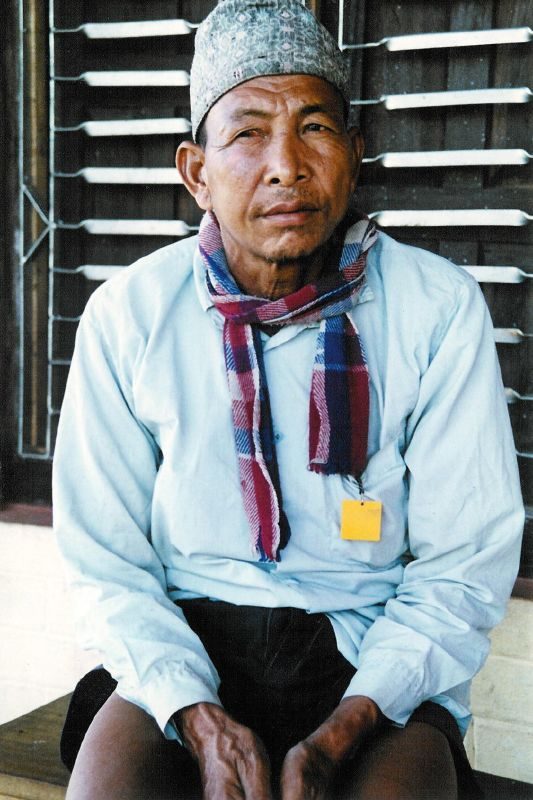
Ein Tharu-Mann

Die Tharu (Nepali: थारू, Thārū) sind ein Volk im Terai in Nepal und im Norden Indiens. Die Mehrheit der Tharu leben in Nepal, wo sie 13,5 % der Bevölkerung ausmachen und offiziell als Minderheit anerkannt sind.
Die Tharu bezeichnen sich selbst als Menschen des Waldes. Sie lebten lange Zeit isoliert überwiegend in den Urwäldern im Grenzgebiet zwischen Indien und Nepal, wo sie eine relativ eigenständige Kultur entwickelten. Sie sind bekannt für ihre Keramik- und Wandmalerei.
Abgesehen von Nepali, der gemeinsamen Landessprache, die nicht alle beherrschen, gibt es keine gemeinsame Sprache der Tharu. Einige sprechen verschiedene endemische Tharu-Sprachen; im westlichen Nepal und im angrenzenden Indien sprechen sie Urdu und Awadhi, im mittleren Terai sprechen sie eine Variante des Bhojpuri und im östlichen Terai Maithili. 
Die Tharu lebten bereits im Terai vor Ankunft der Indoeuropäer. 
Laut Volkszählung 2001 sind die Tharu zu 97,63 % Hindus und 1,95 % Buddhisten.

## Untergruppen
Die Tharu teilen sich in mehrere endogame Untergruppen auf:
- Rana Tharu, in Nepal in den Nepali-Distrikten Kailali und Kanchanpur sowie in Indien in den Distrikten Nainital in Uttarakhand und Lakhimpur Kheri in Uttar Pradesh. Die Rana Tharu betrachten sich als Nachfahren der Rajputen.
- Kathoriya Tharu, vorwiegend in Nepal im Distrikt Kailali sowie in Indien.
- Sonha, in Nepal im Distrikt Surkhet,
- Dangaura Tharu, im westlichen Terai in Nepal in den Distrikten Dang Deukhuri, Banke und Bardiya
- Paschuhan (Westliche Tharu), in den Distrikten Rupandehi und Nawalparasi
- Rautar Tharu, in Nepal in den Distrikten Rupandehi und Nawalparasi
- Purbaha Tharu, in Nepal in den Distrikten Rupandehi und Kapilbastu
- Aarkutwa oder Chitwania Tharu, im mittleren Terai in Nepal in den Distrikten Sindhuli, Chitwan und Nawalparasi
- Kochila Tharu, im östlichen Terai in Nepal in den Distrikten Saptari, Bara, Parsa, Rautahat, Sarlahi, Mahottari und Udayapur
- Danuwar, im östlichen Terai in Nepal in den Distrikten Udayapur, Saptari und Morang.
- Lamputchwa Tharu, im östlichen Terai in Nepal im Distrikt Morang

Kleinere Gruppen von Tharu leben in angrenzenden indischen Distrikten.

## Resistenz gegen Malaria
Der Lebensraum der Tharu war bis in die 1960er Jahre hoch malariaverseucht. Den Tharu wird ein gewisses Maß an Resistenz gegen Malaria zugeschrieben. Untersuchungen ergaben, dass benachbarte Ethnien siebenmal anfälliger für Malaria sind als die Tharu. Aufgrund dieser auffälligen Unterschiede vermuten Forscher eher eine genetische Disposition als bestimmte Verhaltensweisen oder Essgewohnheiten.